# Mauro Radaelli
Mauro Radaelli (Caravaggio, 10 novembre 1967) è un ex ciclista su strada italiano.

## Carriera
Ottimo corridore, ottenne due vittorie in carriera in corse a tappe in Austria e Germania.
Fra i suoi piazzamenti vanno ricordati il quinto posto alla Alassio Cup 1997 ed al Giro del Piemonte nel 2001; nel 2002 colse buoni risultati nelle corse in linea del panorama italiano, fra cui il terzo posto al Giro di Romagna, e concluse al quarto  posto i Campionati italiani di ciclismo su strada.
Nel corso della sua carriera ha preso parte a tutti e tre i Grandi giri non riuscendo a conquistare tappe, tuttavia nelle sue due partecipazioni alla Vuelta e España, edizioni del 1994 e 1997, vinse una delle classifice minori della manifestazione ossia la Classifica Sprint, dedicata ai traguardi volanti.

## Palmarès
- 1990 (Dilettanti, due vittorie)

Circuito Castelnovese
Trofeo Sportivi di Briga
- 1991 (Dilettanti, due vittorie)

Circuito Guazzorese
Circuito Salese - Coppa Sant'Anna
- 1992 (Dilettanti, due vittorie)

Circuito Alzanese
Circuito Guazzorese
- 1993 (Dilettanti, quattro vittorie)

Trofeo Papà Cervi
Trofeo Amedeo Guizzi
Milano-Tortona
1ª tappa Grand Prix Guillaume Tell
- 1998 (Vini Caldirola, una vittoria)

1ª tappa Steiermark Rundfahrt
- 2000 (Vini Caldirola, una vittoria)

Prologo Giro di Renania (cronometro, Coblenza > Coblenza)

### Altri successi
- 1994 (Brescialat, una vittoria)

Classifica Sprint Vuelta a España
- 1997 (Aki, una vittoria)

Classifica Sprint Vuelta a España

## Piazzamenti

### Grandi giri
- Giro d'Italia

1998: fuori tempo massimo (alla 17ª tappa)
1999: 104º
2002: 113º
- Tour de France

1995: ritirato (alla 11ª tappa)
1996: ritirato (alla 7ª tappa)
2000: 96º
2002: 135º
- Vuelta a España

1994: 118º
1997: 99º

### Classiche
- Milano-Sanremo

1996: 67º
1998: 113º
1999: 135º
2000: 115º
2001: 50º
2002: 65º
- Giro delle Fiandre

1999: 54º
- Parigi-Roubaix

1995: 50º
1996: 48º

### Competizioni mondiali
- Campionati del mondo

Oslo 1993 - In linea: 10º